# Corymbia torelliana

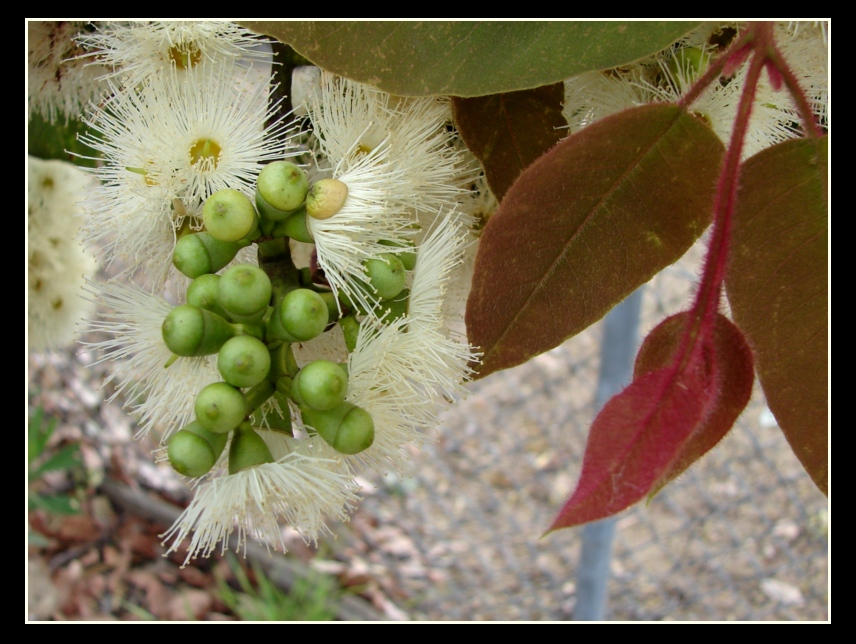
Flors i fulles

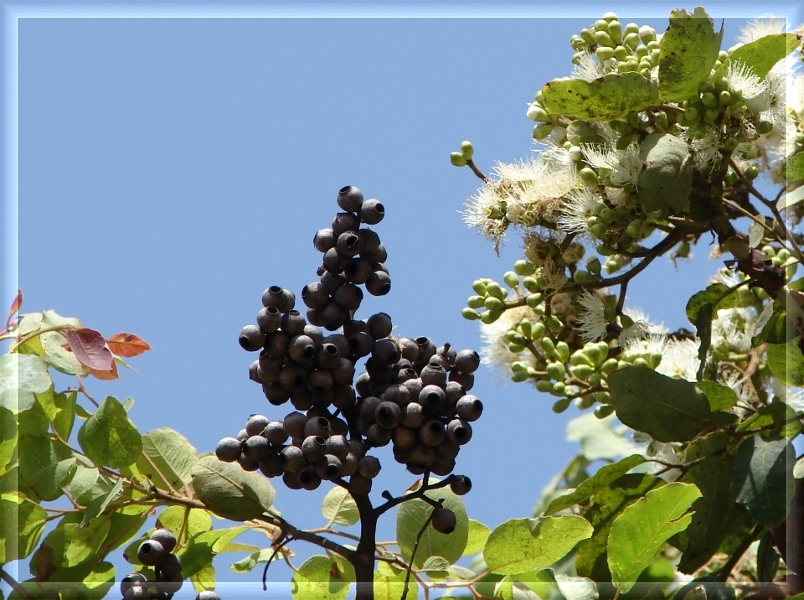
Fruits

Corymbia torelliana (prèviament conegut com a Eucalyptus torelliana) és un arbre de la família de les Mirtàcies, nadiu dels marges de la selva tropical al nord de Queensland, el qual mesura uns 30 m d'alçada, amb fulles que posseeixen venes laterals que formen un angle agut a l'extrem. Es distingeix pel color gris de l'escorça i pel fet que les fulles joves són molt més ovalades que les adultes. Les abelles en dispersen les llavors: el fruit d'aquest arbre posseeix una resina que les atreu molt, aconseguint que entrin al fruit per alimentar-se prenent les llavors i, així, dispersar-les fins a 200 m. A més, aquest mecanisme afavoreix la germinació de les llavors.
El nom "torelliana" li és atribuït en honor del comte Torelli, un senador italià que va fomentar el cultiu d'eucaliptus per a dessecar zones pantanoses a prop de Roma amb l'objectiu d'erradicar la malària.